# Мачіян (дегестан)
Мачіян (перс. ماچیان) — дегестан в Ірані, у бахші Келачай, в шагрестані Рудсар остану Ґілян. За даними перепису 2006 року, його населення становило 7917 осіб, які проживали у складі 2210 сімей.

## Населені пункти
До складу дегестану входять такі населені пункти:
- Алі-Устмахале
- Арбе-Ланґе
- Біджарґах-е-Алія
- Біджарґах-е-Софлі
- Бозастан
- Гаді-Ґавабар
- Гаді-Кіяшар
- Дада-Махале
- Дарзі-Махале
- Джанбаз-Махале
- Занґуль-Баре
- Каве-Ланґе
- Казі-Махале
- Калан-Калає
- Калджар
- Канд-е-Бон
- Кандсар
- Кіясадж-Махале
- Кія-Сара
- Куґах
- Кудакан
- Куре-Таше
- Мачіян
- Міран-Махале
- Мірза-Хасан-Ленґе
- Нарандж-Калає-Алія
- Нарандж-Калає-Софлі
- Паїн-Кола-Махале
- Руд-Міяне
- Сарсар
- Саяд-Махале
- Седжубсар
- Сіях-Лат
- Солтансара
- Хаджіабад
- Хасадан-е-Алія
- Хасадан-е-Софлі
- Хомейр-Махале
- Ченар-Бон
- Шагі-Сара
- Шад-Морад-Махале
- Шір-Алі-Бейк-Махале
- Шір-Махале